# アイリーン・イートン
アイリーン・イートン（Aileen Eaton、1909年2月5日 - 1987年11月15日）は、アメリカ合衆国のボクシングおよびプロレスのプロモーター。カナダのブリティッシュコロンビア州バンクーバー出身。
50年近くにわたってアメリカ合衆国西海岸のボクシングとレスリングシーンに影響を与えた名プロモーターで、女性として初めて国際ボクシング名誉の殿堂博物館に殿堂入りを果たした。
息子は格闘家でプロレスラーのジン・ラベールと、プロレスのプロモーターでNWAの副会長も務めたマイク・ラベール。

## 来歴
カナダのブリティッシュコロンビア州バンクーバーで生まれ、高校はロサンゼルスのロサンゼルス高校へ通った。
夫のキャル・イートンがロサンゼルスのボクシングプロモーターだったことで、アイリーンも夫の仕事を手伝うようになり、夫とともにシュガー・レイ・ロビンソンやカーメン・バシリオの試合をプロモートした。
1966年にキャルが死去すると会社を継ぎ、1万試合以上のボクシングの試合とプロレスの試合をグランド・オリンピック・オーディトリアムで開催し、1980年に引退するまでにフロイド・パターソン、ダニー・ロペス、カルロス・パロミノ、ジョー・フレージャー、ジョージ・フォアマンなどのボクサーをプロモートした。
2002年、女性として初めて国際ボクシング名誉の殿堂博物館に殿堂入りを果たした。
2011年、息子のジン・ラベール、マイク・ラベールとともにNWA殿堂に迎えられた。